# Driss Ksikes
Driss Ksikes (in arabo إدريس كسيكس‎?; Casablanca, 7 marzo 1968) è un giornalista e scrittore marocchino.

## Biografia
Nato a Casablanca nel 1968, Ksikes divenne caporedattore della rivista TelQuel e della versione arabofona Nichane, che nel 2006 divenne protagonista di uno scandalo quando un articolo venne accusato di voler sminuire la figura del profeta Maometto. Ksikes e l'autrice dell'articolo Sanaa El Aji vennero condannati a sentenze sospese di tre anni e a una multa da una corte a Casablanca per denigrazione all'Islam; i due ricevettero numerose minacce di morte in seguito a un aggressivo servizio relativo all'episodio trasmesso nelle reti televisive nazionali. I due giornalisti negarono di voler offendere la sensibilità religiosa, scusandosi pubblicamente. Il caso venne condannato da varie organizzazioni internazionali, quali Reporter senza frontiere. Ksikes abbandonò la direzione di Nichane lasciandola a Ahmed Benchemsi. In seguito a questo episodio Ksikes abbandonò del tutto il giornalismo, concentrandosi sulla scrittura.

## Premi
- 2015 - Prix Grand Atlas

## Opere

### Racconti
- Ma boîte noire (2006)
- L'Homme descendu du silence (2014)

### Saggi
- Errances critiques (2013)
- Métier d’intellectuel : Dialogue avec quinze penseurs du Maroc (2014)
- Au détroit d'Averroès (2019)
- Sentieri dell'indisciplina (2024)

### Opere teatrali
- Pas de mémoire, mémoire de pas (1998)
- Le Saint des incertains (2001)
- IL (2011)
- N’enterrez pas trop vite Big Brother (2013)
- 180 degrés (2014)